# Clewiston
Clewiston é uma cidade localizada no estado americano da Flórida, no condado de Hendry. Foi incorporada em 1925.

## Geografia
De acordo com o United States Census Bureau, a cidade tem uma área de 12,22 km², onde 12,17 km² estão cobertos por terra e 0,08 km² por água.

### Localidades na vizinhança
O diagrama seguinte representa as localidades num raio de 32 km ao redor de Clewiston.

## Demografia
Segundo o censo nacional de 2010, a sua população é de 7 155 habitantes e sua densidade populacional é de 587,8 hab/km². É a localidade mais populosa e a mais densamente povoada do condado de Hendry. Possui 2 684 residências, que resulta em uma densidade de 220,5 residências/km².